# 舊特拉凱城堡

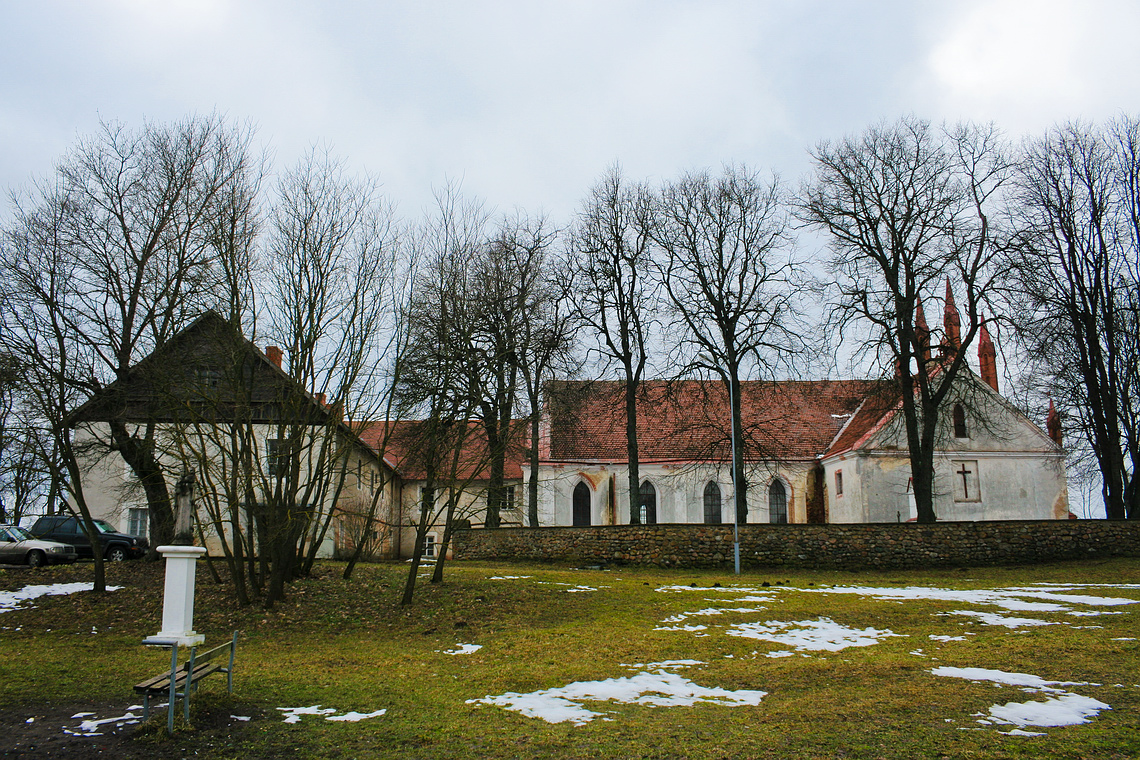
舊特拉凱城堡遺址與教堂

舊特拉凱城堡（Senųjų Trakų piliakalnis）是立陶宛的一座城堡，位於舊特拉凱。這座城堡修建於1321年之前。在1391年和條頓騎士團的戰爭中，舊特拉凱城堡被毀，隨後被廢棄，克斯圖蒂斯在新特拉凱建立城堡取而代之。1405年維陶塔斯大公將其地贈予本篤會，此後建起教堂和修道院。1996年至1997年，在舊特拉凱城堡進行了考古發掘。
54°36′18″N 24°59′03″E / 54.60500°N 24.98417°E